# Фобург
Фобург (нім. Vohburg) — місто в Німеччині, розташоване в землі Баварія. Підпорядковується адміністративному округу Верхня Баварія. Входить до складу району Пфаффенгофен.
Площа — 45,19 км2. Населення становить 8541 ос. (станом на 31 грудня 2020).